# Husum (Sverige)
 Denne artikel omhandler byen Husum (Sverige). Der er også andre byer med dette navn, se Husum.
Husum er en landsby i Örnsköldsviks Kommune beliggende i landskapet Ångermanland i Västernorrlands län i det centrale Sverige. I 2005 var der 1709 indbyggere.
Byen ligger tæt på den nordlige indsejling til Höga kusten i Den Botniske Bugt. Det prisbelønnede Husums Konditori (Postkakan.se) har deres hovedkontor i byen. Områdets største arbejdsplads er papirfabrikken, som blev grundlagt i 1919, og som i dag er ejet af den finske koncern M-real.

## Transport
Husum har en banegård på Botniabanan. Örnsköldsvik Airport ligger 13 km nordvest for centrum af byen.